# Lars Kramhøft
Lars Kramhøft (født i 1984), er en dansk forfatter, illustrator og tegneserieskaber. Han debuterede med "V for Vegetar" i antologien "Dokument - tegneserier i virkeligheden" fra Aben maler i 2013. Siden har han skrevet børnebøger som “Rakkerpak” , “Dæmonernes spil” og “Bionic” m.fl. 
Sammen med illustratoren Tom Kristensen har han desuden skabt to grafiske romaner, dels den prisvindende Made Flesh (illustreret af Tom Kristensen), som vandt prisen for Årets Danske Horrorudgivelse det samme år. Made Flesh blev udgivet 2014 på dansk under titlen Fordærvet gennem forlaget Valeta. I 2018 udgav han “Fandenivoldsk”, og i 2020 »Noget frygteligt er altid lige ved at ske«, som han vandt Pingprisen for samme år. 